# Przejście graniczne Budzisko-Kalvarija
Przejście graniczne Budzisko-Kalvarija – istniejące w latach 1992–2007 polsko-litewskie drogowe przejście graniczne położone w województwie podlaskim, w powiecie suwalskim, w gminie Szypliszki, w miejscowości Budzisko.

## Opis
Przejście graniczne Budzisko-Kalvarija zostało utworzone 1 grudnia 1992. Czynne było przez całą dobę. Dopuszczony był ruch osób, środków transportowych i towarów bez względu na przynależność państwową. Przejście to znajdowało się na europejskiej trasie E67 (Via Baltica) i było największym i najnowocześniejszym przejściem granicznym z Litwą. Jego przepustowość wynosiła 5000 pojazdów osobowych i 1000 pojazdów ciężarowych w ciągu doby. Kontrolę graniczną osób, towarów i środków transportu wykonywała Placówka Straży Granicznej w Budzisku. Dojazd do obiektu umożliwiały polska droga krajowa nr 8 (przed 2000 rokiem nr 19) oraz litewska droga magistralna A5.

### Dokonywane odprawy
- Kierunek wjazdowy do RP – odprawy na terytorium RL
- Kierunek wyjazdowy z RP – odprawy na terytorium RP
  - trzy pasy odpraw pojazdów osobowych
  - jeden pas odpraw przeznaczony dla autokarów i VIP.

21 grudnia 2007 na mocy układu z Schengen przejście graniczne zostało zlikwidowane.

### Przejście graniczne polsko-radzieckie
W okresie istnienia Związku Radzieckiego w dniu 24 stycznia 1986 zaczął funkcjonować tu polsko-radziecki Punkt Uproszczonego Przekraczania Granicy Suwałki-Kalvarija. Przekraczanie granicy odbywało się na podstawie przepustek. Odprawę graniczną i celną wykonywały organy Wojsk Ochrony Pogranicza.

## Wydarzenia
- 1993 – 1 września w przejściu granicznym Budzisko-Kalvarija został uruchomiony międzynarodowy ruch towarowy, od grudnia granicę przekraczać mogli posiadacze paszportów dyplomatycznych i pracownicy polskich przedstawicielstw dyplomatycznych[8].
- 1996 – 25 listopada przebywała na przejściu granicznym w Budzisku delegacja MSW niemieckich landów: Brandenburgii, Meklemburgii, Saksonii oraz Urzędu Senatora SW Berlina. Z polskiej strony gościom towarzyszyli: Stanisław Korciński przedstawiciel MSW, ppłk SG Leszek Bieńkowski Zastępca Komendanta Głównego SG i Komendant Podlaskiego Oddziału SG. Celem wizyty było zapoznanie się z warunkami odpraw[9].
- 1999 – w przejściu granicznym Budzisko-Kalvarija, funkcjonariusze GPK SG w Budzisku, zatrzymali 39 samochodów. Były to przeważnie najdroższe modele znanych firm motoryzacyjnych[10].
- 2002 – 22 marca, w celu usprawnienia wymiany informacji w strukturach GPK SG w Budzisku na przejściu granicznym w Budzisku został otwarty Punkt Kontaktowy Straży Granicznej RP i Służby Ochrony Granicy Państwowej przy Ministerstwie Spraw Wewnętrznych RL Budzisko-Kalwaria. Otwarcia punktu dokonali Komendant Główny SG płk Józef Klimowicz oraz Komisarz Główny Służby Ochrony Granicy Państwowej RL Algimentas Songalia[11] .
- 2007 – 22 grudnia prezydent Rzeczypospolitej Polskiej Lech Kaczyński wraz z prezydentem Republiki Litewskiej Valdasem Adamkusem wziął udział w uroczystości na granicy polsko-litewskiej w przejściu granicznym Budzisko-Kalvarija, w związku z przystąpieniem Polski i Litwy do strefy Schengen[12].

## Centrum Współpracy Służb Granicznych, Celnych i Policyjnych RP i RL
Centrum Współpracy Służb Granicznych, Celnych i Policyjnych Rzeczypospolitej Polskiej i Republiki Litewskiej z siedzibą w Budzisku znajduje się po stronie polskiej w obiekcie byłego przejścia granicznego Budzisko-Kalvarija.
Współdziałanie ze stroną litewską w Centrum Współpracy Służb Granicznych, Celnych i Policyjnych Rzeczypospolitej Polskiej i Republiki Litewskiej realizowane jest na podstawie Umowy między Rządem Rzeczypospolitej Polskiej a Rządem Republiki Litewskiej o współpracy w zakresie zwalczania przestępczości zorganizowanej i innych poważnych przestępstw z dnia 4 kwietnia 2000.

### Pełnienie służby w Centrum Współpracy
- Ze strony polskiej
  - Podlaskiego Oddziału Straży Granicznej w Białymstoku
- Ze strony litewskiej
  - Służby Ochrony Granicy Państwowej przy Ministerstwie Spraw Wewnętrznych Republiki Litewskiej[13].

### Podstawowe zadania
- Wymiana informacji istotnych dla zapewnienia bezpieczeństwa i porządku publicznego oraz zwalczania przestępczości
- Potwierdzenia lub ustalenia tożsamości osób
- Przekazywanie informacji od instytucji właściwych do prowadzenia poszukiwań osób i rzeczy
- Przekazywanie informacji o popełnieniu przez obywateli Polski i Litwy przestępstw na terenie państwa sąsiedniego
- Współpraca z organami administracji państwowej i samorządowej, organizacjami pozarządowymi zajmującymi się np. problematyką uchodźczą i cudzoziemską
- Pomoc w sprawach związanych z przekazywaniem oraz przyjmowaniem osób
- Wspieranie przygranicznej współpracy polsko–litewskiej[13].